# Luiz Tavares
Luiz Tavares da Silva (Recife, 13 de abril de 1916 — Recife, 29 de junho de 1995) foi um médico cardiologista e enxadrista brasileiro e ex-presidente da Confederação Brasileira de Xadrez, considerado um grande protetor e incentivador do GM Henrique Mecking.
Tavares também foi o fundador do Clube de Xadrez do Recife. Foi vice-campeão brasileiro de xadrez em 1956 e campeão brasileiro em 1957, mesmo sendo enxadrista por mero diletantismo.
Como médico revolucionou a medicina cardíaca do país, sempre trazendo os mais modernos instrumentos e equipamentos da Inglaterra em sua bagagem pessoal, que não raramente vinha abarrotada de pinças, tesouras, bisturis e outros materiais específicos. Foi membro do Royal College of Surgeons of England, e é amplamente considerado o maior nome da medicina pernambucana no século XX.
Seu fulgor intelectual levou-o à categoria de grão-mestre enxadrista, um pensador, que sempre pairou acima da banalidade do dia a dia, um marco na cirurgia cardíaca e no ensino universitário.[carece de fontes?]